# Bambi (Kallentoft)
Pour les articles homonymes, voir Bambi.
Bambi (Bambi), publié en 2016, est un roman policier et psychologique de l'écrivain suédois Mons Kallentoft et coécrit par Markus Lutteman.
C'est le troisième thriller de la série Zack et de la série Hercule.

## Résumé
Au petit matin du lendemain du solstice d'été, un jeune homme, Linus Jonsson, en bateau, découvre sur un îlot de l'Archipel de Stockholm, dépendant de la commune-île de Lidingö, des humains inanimés : quatre morts, une survivante dans le coma. Les premières constatations suggèrent une automutilation collective, de ces lycéens de 17 ans, sous drogue à base de benzodiazépine, un peu dans le genre du suicide collectif de la secte Heaven's Gate le 26 mars 1997.
La deuxième vague de victimes révèle que la nouvelle drague de synthèse, vendue en comprimés roses au motif de Bambi, est à base de buprénorphine et d'un produit inconnu, et que les jeunes ont plutôt servi de cobayes avant une réelle mise en vente sur le Darknet.
Zack, qui a récupéré un comprimé Bambi, le teste, attaché sous sa surveillance d'Abdulla, dans sa planque. L'effet est très rapide : euphorie avec désir de tuer l'autre pour la bonne cause, pour le "libérer". Un outil pour une tuerie de masse (p. 260).
Beaucoup de rebondissements, de suspects, de poursuites, de révélations, de découvertes, de morts, de difficultés à mener à bout cette enquête... Quelques certitudes concernant Sam, mais d'autres interrogations concernant Mera, Zack, Hebe, Olympia, Peter, Deniz, Sandra, Sirpa, Rudolf, Ester...

## Personnages
- policiers :
  - Zack, Zackarias Herry, 29 ans, né en 1987, avec ses boucles blondes, son nez droit et son regard d'acier (pour Mera), brillant, beau et brisé (pour Deniz)
    - et dont la mère (violente ?) a été poignardée le 4 septembre 1992

  - Deniz Akin, 37 ans, collègue et coéquipière d'Herry, d'origine kurde d'Irak, partie à 12 ans 
    - son petit frère Sarkawt, dont elle reste sans nouvelles

  - Douglas Juste, le chef des opérations de l'Unité spéciale, suspect potentiel (pour Zack)
  - Rudolf Gräns, 64 ans, en contrôle fréquent à l'hôpital pour ses yeux aveugles, à canne blanche
  - Tommy Östman, profileur
  - Samuel Koltberg, de la police scientifique, arriviste, méprisant
  - Sirpa Hemälainen, d'origine finnoise, les jambes raides depuis un accident de voiture (genoux brisés le 7 novembre 1998), spécialiste en informatique, internet et Darknet
    - son  Chien de Rhodésie Zeus
    - son neveu Jari, sans doute toxicomane à Helsinki

  - Ake Blixt et Gunilla Sundin, enquêteurs de la police des polices (en surveillance menaçante de Zack)
  - Petersén, chef du service de presse de la police de Stockholm
  - Sabine Jacobi, 40 ans environ, patronne de la brigade des stups
  - Ellen Lundman, directrice générale de la police nationale suédoise
- victimes :
  - Isa Nehf, Madelene Dahlén (survivante), Theo Stranddahl, Hugo Löfwencrantz, Ebba Langer (disparue), Axel Hultqvist, tous lycéens de 17 ans de Lidingö
  - Desiree Larsson, Evelina Bergmark, Alva Jonsdotter, lycéennes de 17 ans travaillant sur un projet caritatif humanitaire (soutien aux réfugiés)
- autres :
  - Mera Leosson, amie-amante d'Herry
  - Ester Nilsson, 13 ans, protégée d'Herry, cheveux roux, frêle
    - Veronica, 55 ans, mère d'Ester, aimante, dépressive, cinglée

  - Cornelia, ex-amie de Deniz
  - Abdula Kahn (Khan Abdulah), grand baraqué noir, entré en Suède en 1993, ami d'adolescence de Zack, dealer et fournisseur d'information à Zack, contre des informations sur les lieux à éviter pour cause de descentes programmées
  - Hiro sensei Miyagi, 67 ans, maître de karaté de Zack (à 12 ans)
  - David Mathias, petit vendeur de drogue sur internet, fuyard fauché par une rame de métro
  - Victor Valdez, 23 ans, découvreur du second coup Bambi (à la piscine)
  - Anders Dahlström, médecin-chef de l'hôpital universitaire Karolinska (Solna, Comté de Stockholm)
  - Josefine Wecksell, Jossan amie d'Hebe et de Rebecka, PDG de l'entreprise Prechemo, qui a importé de Pologne de la benzodioxiprine dont le stock a été ensuite dérobé (en interne ?)
  - Karin Akesson, veuve de Conny Akesson, suicidé en 1998, 15 ans plus tôt, après une malversation de Tom Hutqvist et Torsten Larsson, et sa fille Rebecka, suicidée en 1999 à 17 ans d'overdose
  - Sverker Bladahl, 42 ans, ancien dealer, employé de Prechemo
  - Olympia Karlsson, milliardaire propriétaire du conglomérat "Heraldus", dont Roy a été garde du corps
    - Hebe Karlsson, sa fille, héritière, amoureuse de Zack, longtemps en voyage d'affaires en Inde (Madras et Bangalore)
    - Peter Karlsson, son fils

  - Barzan Marouf, ancien pote de Deniz

## Éditions (françaises)
- Bambi, Gallimard, coll. « Série noire », 2018 ((sv) Bambi, 2016), trad. Hélène Hervieu  (ISBN 978-2-07-014587-4)Réédition, Gallimard, coll. « Folio policier » no 899, 2019 (ISBN 978-2-07-284148-4)

## Réception
Le lectorat francophone apprécie ce thriller sanglant : Que ce soient des recherches sur les réseaux sociaux, l’implication à tous les niveaux de la finance internationale (et de la fuite fiscale), le communautarisme ou autres fléaux, le roman est décidément très contemporain et son style (de traduction) fluide permet quelques bonnes heures passées enveloppé dans un plaid à regarder le mauvais temps par la fenêtre.